# Enumeration des Bromeliacees Recoltees
Enumeration des Bromeliacees Recoltees (abreviado Enum. Bromel.) es un libro con ilustraciones y descripciones botánicas que fue escrito por el arquitecto paisajista y botánico francés Édouard-François André y publicado en el año 1888 con el nombre de Enumeration des Bromeliacées Recoltees, en 1875-76 dans l'Amérique du Sud (Vénézuéla, Colombie, Écuador) : et diagnoses des espèces nouvelles.